# Belgian Anti-piracy Federation
BAF (acroniem van Belgian Anti-piracy Federation) is een Belgische vzw die namaak/piraterij in de entertainmentindustrie bestrijdt in België en Luxemburg.

## Werkzaamheden
BAF werkt samen met de ordediensten en stelt vorderingen in tegen illegale aanbieders. De organisatie voert tevens campagnes ter bewustmaking van de risico's op internet.
De organisatie werd in 1985 opgericht door Belgische videoproducenten en groeide daarna uit tot een vertegenwoordiger voor Belgische producenten van muziek, video en games.
In 2011 vonden 1903 interventies plaats, werden 200.000 goederen in beslag genomen en werden 5,2 miljoen illegale bestanden verwijderd. Op dvd's van Nederlandstalige films publiceren BREIN en BAF meermaals gemeenschappelijke campagnes tegen piraterij.